# 40th Street-Lowery Street
40th Street-Lowery Street, in passato conosciuta semplicemente con il nome di Lowery Street, è una fermata della metropolitana di New York, situata sulla linea IRT Flushing. Nel 2015 è stata utilizzata da 3 421 569 passeggeri.

## Storia
La stazione venne aperta il 21 aprile 1917, come parte del prolungamento verso 103rd Street-Corona Plaza della linea IRT Flushing, all'epoca conosciuta come linea Corona. Nel 1998, il secondo nome Lowery Street, nome originale di 40th Street quando la stazione fu realizzata, venne rimosso dalla Metropolitan Transportation Authority dalle mappe e dalla segnaletica; fu in seguito ripristinato nel 2004 insieme a quello delle stazioni di 46th Street e 33rd Street.

## Strutture e impianti
40th Street-Lowery Street è una fermata di superficie con tre binari e due banchine laterali. I due binari esterni sono usati dalla linea 7 locale che ferma nella stazione, quello centrale dalla linea 7 espressa che invece salta la stazione.
Il mezzanino della stazione, posto al di sotto del piano binari, possiede due gruppi distinti di tornelli, uno per direzione, e non permette di conseguenza di cambiare direzione senza uscire dai tornelli stessi. Inoltre, le quattro scale che dal piano stradale portano al mezzanino sono costruite all'interno dei piloni in cemento del viadotto.
Nei muri delle banchine e del mezzanino si trovano alcune vetrate colorate che rappresentano scene del quartiere e che fanno parte di un'opera di Yumi Heo installata nel 1999 e chiamata Q is For Queens.

## Movimento
La stazione è servita dai treni della linea 7 Flushing Local della metropolitana di New York, sempre attiva.

## Interscambi
La stazione è servita da diverse autolinee gestite da MTA Bus e NYCT Bus.
- Fermata autobus